# Église Saint-Nicolas de Signy-le-Petit
L'église Saint-Nicolas est une église fortifiée située à Signy-le-Petit, en France.

## Description
L'allure extérieure est martiale, avec une grosse tour-porche carrée, munie de meurtrières, au-dessus du portail occidental, des échauguettes de brique aux coins de cette tour, et d'autres échauguettes sur les bras du transept. Les murs de la tour font 3 m d'épaisseur à la base et sont en schiste quartzeux. Le chœur est muni d'une bretèche renforçant encore le vocabulaire défensif de cette construction.

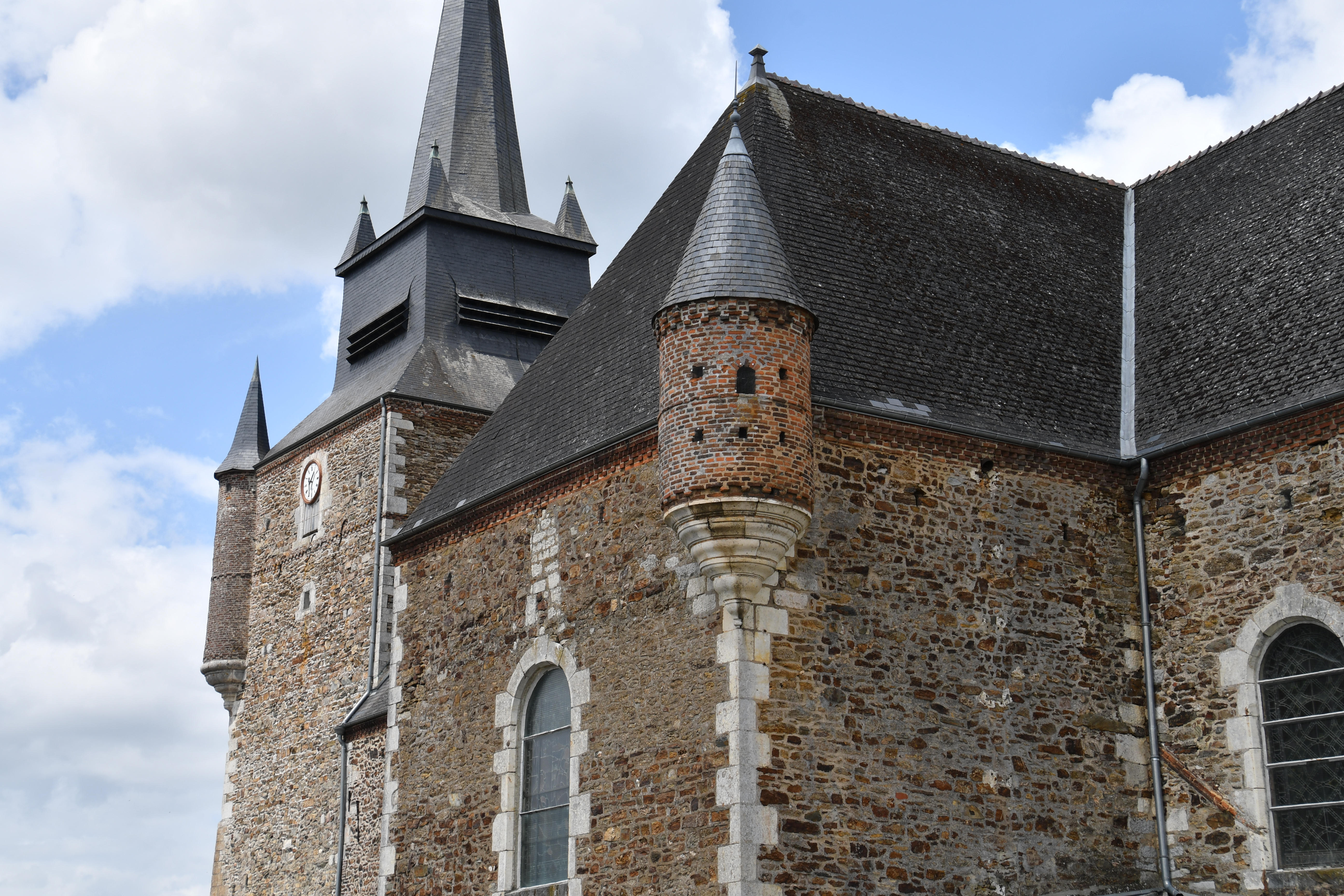
Echaugette sur le transept de l'église à Signy-le-Petit

À l'intérieur, la nef est voutée de briques sur croisée d'ogives de pierre jaune. Parmi le mobilier religieux, les chapelles dans les bras du transept  possèdent des autels de bois à colonnes corinthiennes datant du XVIIIe siècle. Le transept sud contient également un retable peint sur le thème de la Nativité, et une statue en bois du XVIIIe siècle représentant saint Nicolas.

## Localisation
L'église est située au centre de la commune de Signy-le-Petit, à côté de la place principale, dans le département français des Ardennes.

## Historique
L'église paroissiale de Signy-le-Petit a dû être reconstruite à la suite des ravages de la guerre de Trente Ans. La tour-porche est datée de 1686 et la clef de la travée centrale porte la date de 1684.
L'édifice est inscrit au titre des monuments historiques en 1926.